# Hans Hermann Schaufuß

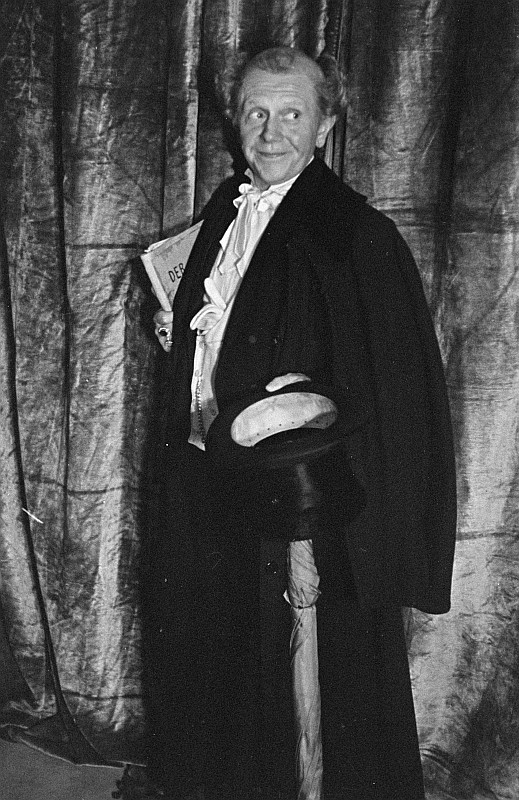
Hans Hermann Schaufuß als Theaterdirektor Emanuel Striese in dem Stück Der Raub der Sabinerinnen, 1945

Hans Herrmann Schaufuß (auch Hans-Hermann Schaufuß,) (voller Name Paul Richard Hans Schaufuß, * 13. Juli 1893 in Leipzig; † 30. Januar 1982 in München) war ein deutscher Schauspieler.

## Leben
Der aus einer Schauspielerfamilie stammende Schaufuß erhielt seine künstlerische Ausbildung in der Truppe seines Vaters. Im Oktober 1910 gab er sein Debüt am Sommertheater von Mayen bei einer Aufführung von Charleys Tante. Noch im selben Jahr gelangte er an das Stadttheater Trier. Bad Wildungen und Würzburg wurden weitere Stationen seines Schaffens.
In der Spielzeit 1918/19 folgte ein Engagement an den Hamburger Kammerspielen, 1922 ging er nach Berlin, wo er sich an verschiedenen Theatern wie dem Theater in der Königgrätzer Straße, dem Deutschen Theater, dem Lessingtheater, an der Volksbühne, am Schillertheater und nach dem Ende des Zweiten Weltkrieges am Hebbeltheater als Charakterkomiker profilierte. Er trat auch in Kabaretts auf. 1950 bis 1958 gehörte Schaufuß zum Ensemble des Münchner Residenztheaters. Danach wirkte er wieder in Berlin und am Staatstheater Stuttgart. Er verkörperte unter anderem die Figuren Puck und Zettel in Ein Sommernachtstraum, Striese in Der Raub der Sabinerinnen und Jakobowski in Werfels Jakobowski und der Oberst. Schaufuß stand 1944 in der Gottbegnadeten-Liste des Reichsministeriums für Volksaufklärung und Propaganda.
Schaufuß wirkte in einer Vielzahl von Spielfilmen mit, allerdings meist in kleinen und sehr kleinen Rollen. Zum Beispiel als Diener, Arzt oder Beamter hatte er einen kurzen Auftritt, ohne den Gang der Handlung wesentlich zu beeinflussen. Seine Söhne Hans Joachim Schaufuß und Peter-Timm Schaufuß wurden ebenfalls Schauspieler.

## Filmografie (Auswahl)
- 1922: Jimmy, ein Schicksal von Mensch und Tier
- 1922: Don Juan
- 1923: Die Finanzen des Großherzogs
- 1924: Kampf um die Scholle
- 1928: Paganini in Venedig (Kurztonfilm)
- 1930: Die Lindenwirtin
- 1930: Die blonde Nachtigall
- 1930: Drei Tage Mittelarrest
- 1931: Man braucht kein Geld
- 1931: Weekend im Paradies
- 1931: Die Koffer des Herrn O.F.
- 1931: Das Ekel
- 1931: Der Herr Finanzdirektor
- 1931: Die spanische Fliege
- 1932: Moderne Mitgift
- 1932: Strich durch die Rechnung
- 1932: Was wissen denn Männer
- 1933: So ein Mädel vergißt man nicht
- 1933: Nordpol – Ahoi!
- 1933: Ich und die Kaiserin
- 1933: Der Judas von Tirol
- 1933: Flüchtlinge
- 1933: Keine Angst vor Liebe
- 1934: Der ewige Traum
- 1934: Der Herr der Welt
- 1934: Alles hört auf mein Kommando
- 1934: Lockvogel
- 1935: Der mutige Seefahrer
- 1935: Mazurka
- 1935: Ich liebe alle Frauen
- 1936: Boccaccio
- 1936: Ein Mädel vom Ballett
- 1936: Das Hofkonzert
- 1937: Ein Volksfeind
- 1938: Der unmögliche Herr Pitt
- 1938: Diskretion – Ehrensache
- 1939: Salonwagen E 417
- 1939: Der Florentiner Hut
- 1939: Gold in New Frisco
- 1939: Kongo-Express
- 1940: Alles Schwindel
- 1940: Die Rothschilds
- 1940: Achtung! Feind hört mit!
- 1940: Wunschkonzert
- 1940: Ohm Krüger
- 1940: Die schwedische Nachtigall
- 1940/42: Der große König
- 1941: Frau Luna
- 1941: Das andere Ich
- 1942: Rembrandt
- 1942: Die goldene Stadt
- 1942: Der große Schatten
- 1942: Zwischen Himmel und Erde
- 1942: Meine Frau Teresa
- 1943: Akrobat schö-ö-ö-n
- 1943: Familie Buchholz
- 1943: Neigungsehe
- 1943: Die Zaubergeige
- 1943/45: Kolberg
- 1944/48: Das kleine Hofkonzert
- 1945: Der Scheiterhaufen
- 1949: Kätchen für alles
- 1949: Nachtwache
- 1950: Die fidele Tankstelle
- 1951: Hanna Amon
- 1952: Ferien vom Ich
- 1952: Haus des Lebens
- 1953: Staatsanwältin Corda
- 1953: Die blaue Stunde
- 1953: Heimlich, still und leise
- 1953: Ich und Du
- 1953: Königliche Hoheit
- 1953: Brüderchen und Schwesterchen
- 1953: Der unsterbliche Lump
- 1954: Meines Vaters Pferde I. Teil Lena und Nicoline
- 1954: Meines Vaters Pferde II. Teil Seine dritte Frau
- 1954: Ännchen von Tharau
- 1954: Clivia
- 1955: Das Forsthaus in Tirol
- 1955: Oh – diese „lieben“ Verwandten
- 1956: Viele kamen vorbei
- 1956: Kitty und die große Welt
- 1956: Der Meineidbauer
- 1956: IA in Oberbayern
- 1956: Meine Tante – deine Tante
- 1957: Schütze Lieschen Müller
- 1957: Die Prinzessin von St. Wolfgang
- 1957: Der Stern von Afrika
- 1957: Monpti
- 1968: Hafenkrankenhaus: (Episode: Herr Kaktus)
- 1969: Der Kommissar: (Episode: Schrei vor dem Fenster)
- 1970: Wie ein Träne im Ozean
- 1971: Der Kommissar: (Episode: Tod eines Ladenbesitzers)
- 1972: Hei-Wi-Tip-Top (Episode: Herr Kallwein läßt die Puppen tanzen)
- 1973: Okay S.I.R.: (Episode: In Bombenform)
- 1974: Der Monddiamant
- 1974: Der Kommissar: (Episode: Spur von kleinen Füßen)
- 1975: Der Kommissar: (Episode: Fährt der Zug nach Italien?)
- 1975: Der Edelweißkönig
- 1975: Tod am Bahngleis (Fernsehserie, 1 Folge)
- 1975: Die Halde (Fernsehfilm)

## Hörspiele
- 1952: Nikolai Gogol: Der Revisor (Bobtschinsky) – Regie: Walter Ohm (BR)
- 1952: Paul Verhoeven, Toni Impekoven: Das kleine Hofkonzert – Regie: Heinz-Günter Stamm (Hörspielbearbeitung – BR)
- 1953: Carl Zuckmayer: Ulla Winblad oder Musik und Leben des Carl Michael Bellmann (Jergenpuckel) – Regie: Walter Ohm (BR/RB/SWF)
- 1959: Thierry: Pension Spreewitz (Das Skatspiel, Folge 30, Erstsendung 24. Januar 1959) – Regie: Ivo Veit (RIAS Berlin)
- 1969: Dylan Thomas: Unter dem Milchwald – Regie: Raoul Wolfgang Schnell (BR/WDR)